# A la casa
A la casa (Dans la maison) és una pel·lícula francesa dirigida per François Ozon i estrenada el 2012, basada en l'obra de teatre El chico de la última fila de Juan Mayorga. Ha estat doblada al català. Fou nominada com a millor pel·lícula estrangera del 2012 als Premis Goya, als Premis Gaudí a les Medalles del Cercle d'Escriptors Cinematogràfics.

## Resum
A tots ens agradaria per un moment introduir-nos en una casa aliena, penetrar en la intimitat d'una família sense que ningú s'assabentés. Ací tenim l'oportunitat de convertir-nos en els còmplices de Claude, l'espia de la casa d' "els Rapha".
Tot comença quan Germain, un professor de literatura francesa frustrat, mana una redacció als seus nous alumnes. En la seva posterior correcció hi ha una que el sorprèn, la del noi de l'última fila, Claude. Un noi que passa inadvertit però que destaca entre la mediocritat de la seva classe. Claude, perseguint l'anhel d'aquella família que no ha tingut, escriu sobre la del seu company Rapha, una família de la qual sempre ha estat obsessionat i per la qual sent curiositat; vol saber com viu realment una família de classe mitjana. Intentant evadir-se de la seva pròpia realitat, s'introdueix a la casa del seu company amb el pretext d'ajudar-lo amb les matemàtiques.
Germain, sorprès pel talent del noi, es presta a ajudar-lo a millorar la seva escriptura encarregant-li més redaccions. Claude es decideix a relatar les seves experiències a casa dels Rapha, lliurant-les-hi al seu professor com si es tractés d'una novel·la per lliuraments, fent que aquest recuperi l'entusiasme perdut per la seva professió. Les intencions de Claude no són clares, no sabem què fa exactament a casa dels Rapha ni fins a on vol arribar. Tampoc les intencions del professor, si realment vol ajudar el seu alumne en la redacció o si es troba enganxat a la història del seu alumne i només desitja saber què passarà.
Aquesta pel·lícula de François Ozon es troba entre el gènere cinematogràfic i el literari, tant per l'estil com per l'evolució dels personatges. Es traspassen constantment els límits de la realitat i la ficció, i arribem al punt en què no distingim entre si la història relatada està passant o si només és fruit de la imaginació del protagonista.

## Repartiment
- Fabrice Luchini com Germain Germain.
- Ernst Umhauer com Claude Garcia.
- Kristin Scott Thomas com Jeanne Germain.
- Emmanuelle Seigner com Esther Artole.
- Denis Ménochet com Rapha Artole (pare).
- Bastien Ughetto com Rapha Artole (fill).
- Yolande Moreau com els bessons.

## Producció
La pel·lícula fou produïda per Mandarin Cinéma amb un pressupost de 9.2 milions d'euros. Va rebre el suport de France 2 Cinéma i Mars Films. El rodatge va durar vuit setmanes entre agost i setembre de 2011. Fou estrenada a França el 3 d'octubre de 2012 per Mars Distribution. Va recaptar $9,529,425 a França i $17,860,068 a l'estranger, i $389,757 als Estats Units d'un total mundial de $18,249,825.

## Premis
57a edició dels Premis Sant Jordi de Cinematografia
| Categoria                    | Resultat   |
| ---------------------------- | ---------- |
| Millor pel·lícula estrangera | Guanyadora |

Festival Internacional de Cinema de Sant Sebastià 2012
| Categoria       | Resultat   |
| --------------- | ---------- |
| Conquilla d'Or  | Guanyadora |
| Premi del Jurat | Guanyadora |